# 乔治·库东
喬治·奧古斯特·庫東（法語：Georges Auguste Couthon，法語發音：[ʒɔʁʒ oɡyst kutɔ̃]，1755年12月22日—1794年7月28日）是法國政治家和律師，在法國大革命時期是國民立法議會的代表。1793年5月30日，庫東當選為公共安全委員會成員，與他的朋友馬克西米連·羅伯斯庇爾和聖茹斯特在恐怖統治時期緊密結合共事，直到1794年被處決。庫東在牧月22日法令的制定中扮演重要角色，這個法令使得被指控為反革命而遭處決的人數急劇上升。